# 沈缦云
沈缦云（1869年—1915年），原名张祥飞、翔飞，因入赘改名沈懋昭，字缦云，男，江苏无锡人，清末民初革命家、金融家。